# Robert Hurt
Robert Hurt, né le 16 juin 1969 à New York, est un homme politique américain, élu républicain de Virginie à la Chambre des représentants des États-Unis depuis 2011.

## Biographie
Robert Hurt étudie le droit au Hampden-Sydney College (en) puis au Mississippi College avant de devenir avocat. Il devient notamment substitut du procureur du comté de Pittsylvania.
En 2000, il entre au conseil municipal de Chatham. Deux ans plus tard, il est élu à la Chambre des délégués de Virginie. En 2008, il rejoint le Sénat de l’État.
En 2010, il se présente à la Chambre des représentants des États-Unis dans le 5e district de Virginie, dans le centre de l'État. Il remporte facilement la primaire républicaine face à plusieurs candidats du Tea Party. Il rassemble 48 % des suffrages alors que son plus proche adversaire est à 26 %. Lors de l'élection générale, Hurt affronte le représentant sortant Tom Perriello, élu en 2008 avec 727 voix d'avance sur le républicain sortant Virgil Goode. Le siège est l'une des principales cibles des républicains et les sondages donnent Hurt devant Perriello,. Il est élu représentant avec 50,8 % des voix contre 47 % pour le démocrate.
Robert Hurt est réélu avec 55,4 % des suffrages en 2012 et 60,9 % en 2014. En décembre 2015, il annonce qu'il n'est pas candidat à un quatrième mandat en novembre 2016.